# Galatea (Schiff, 1862)
Die Galatea, auch HMS Galatea, war ein Kriegsschiff sechsten Ranges der Ariadne-Klasse mit 26 Kanonen. Die hölzerne Schrauben-Fregatte der Royal Navy wurde im Jahr 1859 in Dienst gestellt und 1883 abgewrackt. Sie wurde zunächst dem Kanalinseln-Geschwader zugewiesen und dann von 1863 bis 1865 der Nordamerika- und Westindien-Station mit Basis in Bermuda und Halifax. Während ihrer Stationierung in Halifax inspirierte die Galatea den Schiffsporträtisten John O’Brien zu drei dramatischen Gemälden.
Im Jahr 1866, nach einer Überholung, ging sie auf eine Weltreise unter dem Kommando von Prinz Alfred, Herzog von Edinburgh. Während dieser Weltreise besuchte er als Kommandant der Fregatte die Insel Tristan da Cunha. Der Name der Hauptsiedlung Edinburgh of the Seven Seas leitet sich von seinem Besuch am 5. August 1867 ab.